# کلود براسر
کلود براسر (فرانسوی: Claude Brasseur‎، زاده ۱۵ ژوئن ۱۹۳۶) بازیگر اهل کشور فرانسه است.
وی بازیگر فیلم‌هایی همچون ارکستر سرخ، ثریا، شوشو، بازیگران، کارآگاه، سینه‌های یخی، دسته جداافتاده‌ها، هفت گناه کبیره، مهمانی، مهمانی ۲، شاه‌میگو برای صبحانه و چشمان بدون چهره بوده است.